# Thérèse Pereyra
Pour les articles homonymes, voir Pereyra et Blum.
Thérèse Pereyra, connue également sous le nom de Thérèse Blum après son mariage avec Léon Blum, née le 11 août 1881 à Saint-Germain-en-Laye et morte le 22 janvier 1938 à Paris, est une militante socialiste française.
Énergique et décidée, musicienne et sportive, elle mène une vie libre, conduit sa voiture, fréquente les cercles aisés et cultivés, où elle se lie plus intimement avec le critique littéraire et dramatique Léon Blum à partir de 1911,. Militante socialiste, elle est surnommée la « citoyenne Blum ».

## Biographie
Héléna Thérèse Pereyra naît dans une famille de la bourgeoisie intellectuelle juive. Ses parents sont Hermance Mayer et Abraham Daniel Pereyra, banquier. Par sa sœur Suzanne, elle est la belle-sœur du compositeur Paul Dukas. Sa sœur ainée Marie-Louise est musicologue. Le révolutionnaire Jacob Pereira fait partie de sa famille,. Son arrière grand-père Aristide Lopès-Pereyra était directeur de la Compagnie impériale d'assurance, son fils Daniel Alphonse lui succède. Le père de Thérèse décide de s'installer à Paris vers 1875 et épouse Hermance le 17 décembre 1877.
Thérèse semble avoir été élevée par des gouvernantes et des préceptrices à domicile. Elle a peut-être fréquenté un cours privé du Trocadéro ou le cours Hattemer, rue de Londres. Elle parle anglais et italien, comme ses sœurs, ce qui est peu courant à l'époque.

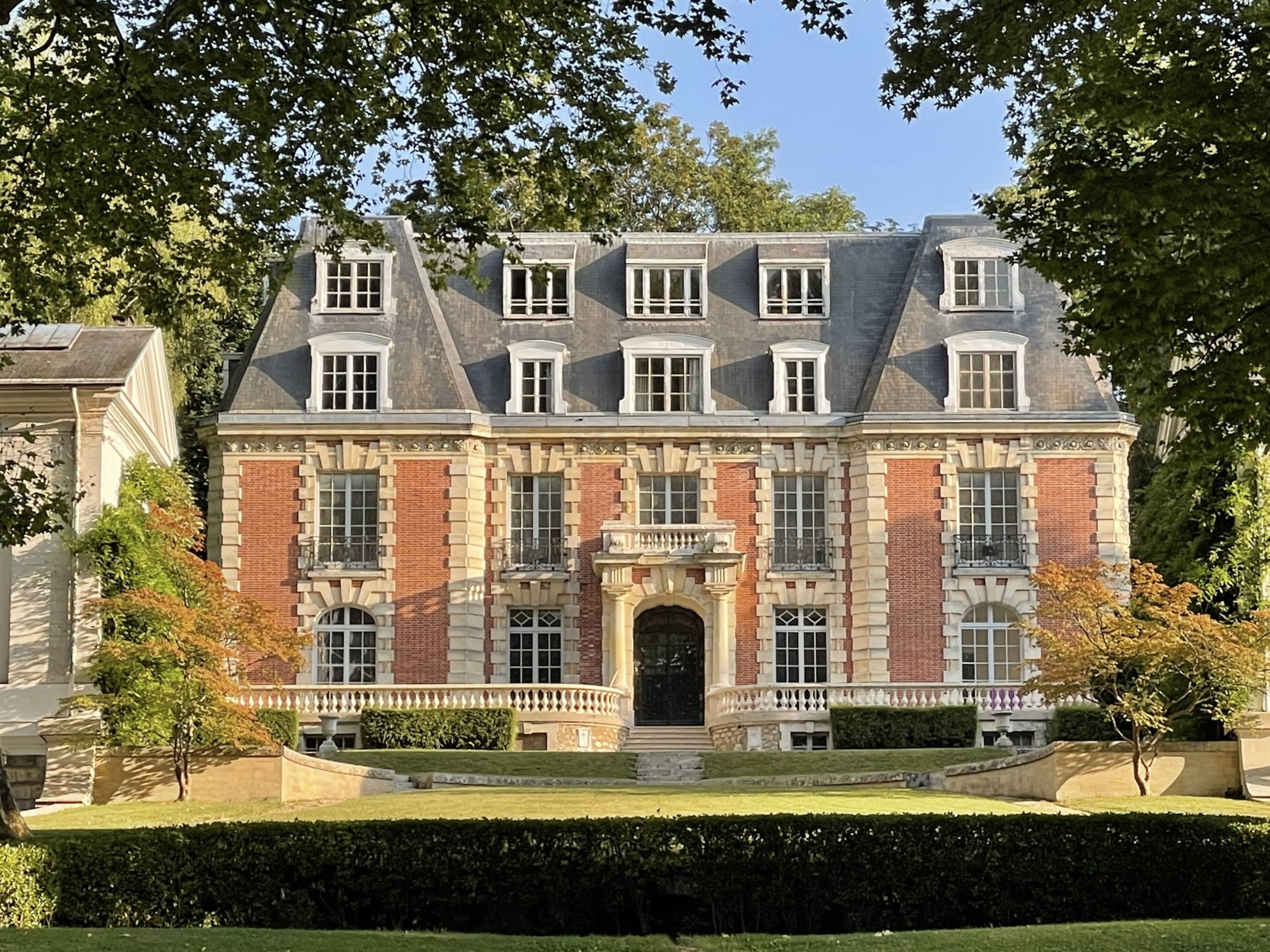
Château des Vives-Eaux

Le 16 juillet 1903, ses fiançailles avec l'agent de change Edmond Mayrargues, fils d'Alfred Mayrargues, sont annoncées dans le carnet mondain du Figaro. La famille de son fiancé possède une magnifique propriété à Ville-d'Avray, chemin Desvallières,.
A l'été 1906, elle est invitée au château des Vives-Eaux où elle rencontre pour la première fois Léon Blum avec lequel elle partage des connaissances : Albert Mayer, son oncle maternel, est marié à Laure Mayer, une amie de Lise Bloch, l'épouse de Blum,.
A l'été 1907, la bande d'amis loue le domaine du Val-Changis à Avon, non loin du précédent château, auprès d'Édouard Dujardin, propriétaire du domaine.
La famille Pereyra vit dans l'immeuble du 2 rue Greuze à Paris : il s'agit d'un immeuble en pierre de taille de cinq étages.
Après plusieurs refus et tergiversations, la date du mariage est fixée le 29 septembre 1908 par les deux familles. Cette date se situe le lendemain de Roch Hachana (nouvel an juif) et 7 jours avant Yom Kippour. Thérèse se marie avec Edmond Mayrargues à la mairie du 16e arrondissement de Paris, après avoir établi un contrat de mariage la veille devant maître René Maciet, notaire à Paris. Thérèse prend pour témoins de mariage Paul Grunebaum-Ballin ainsi que son cousin Emmanuel Léonino. Le 1er octobre 1908, la cérémonie religieuse est célébrée à la grande synagogue de Paris par le rabbin Israël Lévi. Cependant, en dehors des grandes fêtes, ni Thérèse ni Edmond ne sont pratiquants.
Le couple s'installe ensuite dans le même immeuble que les Grunebaum-Ballin au 21 boulevard de Beauséjour à la demande de Thérèse. Cet immeuble de 7 étages abritent également la famille Mayrargues et Henry Simon.
C'est en cette année 1911 que sa liaison adultérine commence avec Léon Blum. A l'été 1911, pendant la canicule ressentie en Europe, le groupe d'amis loue une spacieuse villa à Saint-Jean-de-Luz : la villa Gozoena. Mais Thérèse quitte rapidement le groupe après la réception d'un télégramme : en effet, son père vient de faire une apoplexie et est mal-en-point. Son père décède et le lendemain de l'enterrement, la famille découvre qu'il menait une double vie et avait eu deux autres enfants, ce qui réduit la fortune familiale à néant. La famille désargentée, Marie-Louise devient professeure de piano et Thérèse rend à sa mère l'argent de sa dot. Cette situation complique les choses pour Thérèse puisqu'elle ne peut compter divorcer et espérer vivre de ses rentes, pourtant, elle reste déterminée à annoncer sa liaison au grand jour.

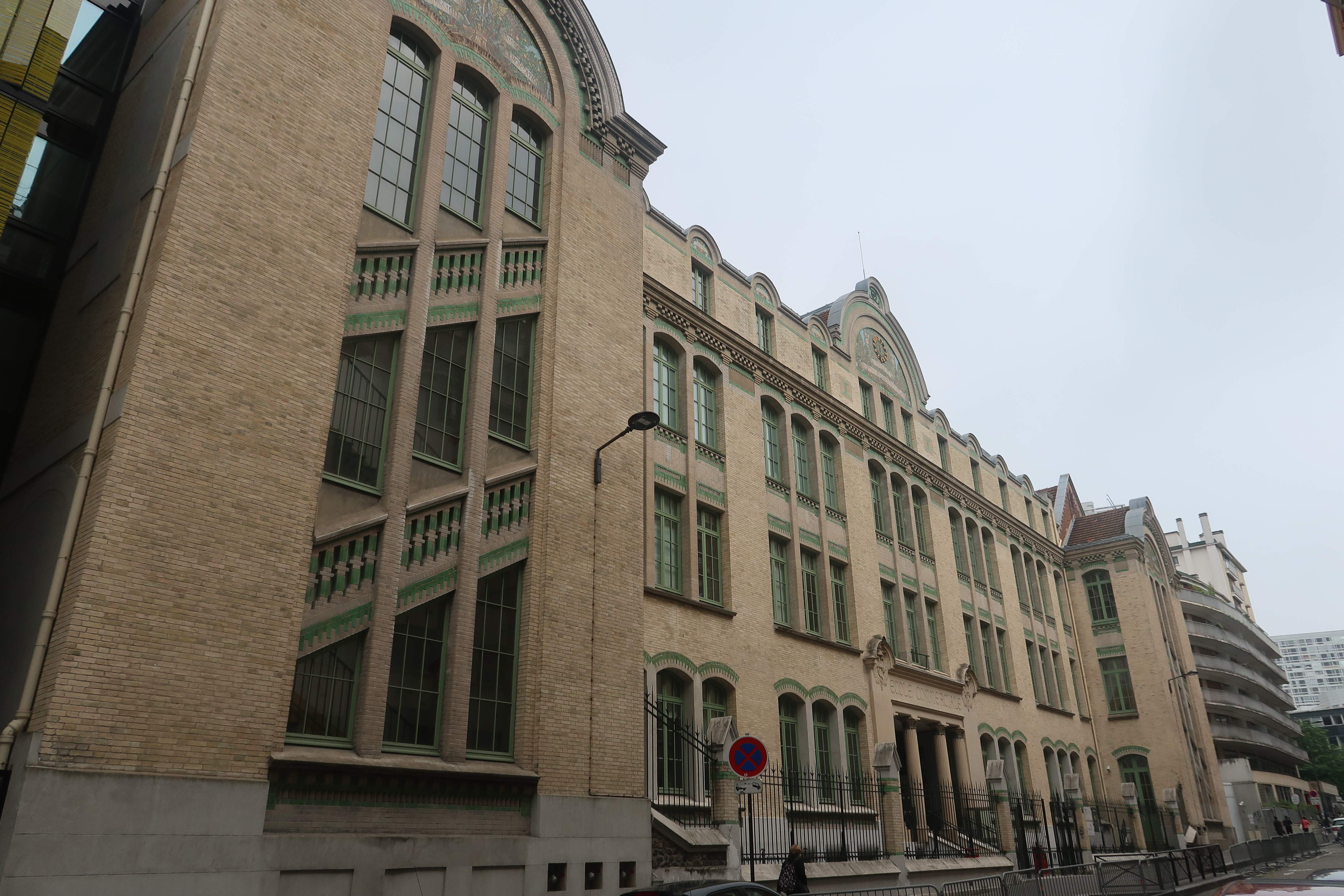
Hôpital auxiliaire de la rue Armand-Moisant dans lequel Thérèse a travaillé en tant qu'aide infirmière (école Novancia de 2011 à 2019)

En 1914, à la suite de la mobilisation générale, Edmond rejoint le 10e escadron du train des équipages militaires. Son régiment gère le réseau et les gares affectées au transport des hommes au front. Du fait de sa myopie, Léon Blum n'est pas mobilisé. En août 1914, Léon est nommé chef de cabinet de Marcel Sembat, son engagement en politique est soutenu par Thérèse. La guerre éloigne les deux amants, notamment lors de l'exil du gouvernement à Bordeaux de septembre à décembre 1914. Désirant être utile, Thérèse s'engage en tant que bénévole pour devenir aide-infirmière sous l'égide de l'Union des Femmes de France. Après une formation de 8 jours, elle est affectée à « l'hôpital temporaire 106 », situé au 3 rue Armand-Moisant,. Le 27 octobre 1916, elle reçoit la médaille de bronze des épidémies.
Elle  travaille ensuite dans l'hôtel particulier du 16 avenue Raphaël transformé en hôpital, notamment avec le chirurgien Jean Paul Lamare (1886-1961),.
Lise Blum apprendra que Léon entretient une liaison avec Thérèse. Celui-ci exige de maintenir les deux relations et annonce à sa femme que si elle ne l'accepte pas, alors il restera avec Thérèse.
Thérèse divorce le 13 décembre 1918. Elle doit donc quitter à contre-cœur son appartement boulevard de Beauséjour et s'installe au 7 rue Vineuse dans un appartement de moyen standing au rez-de-chaussée. Elle travaille par la suite pendant quelques années chez Jeanne Proust, une antiquaire de la rue de la Tour, avant de se mettre à son compte. En juillet 1924, sur les encouragements de ses proches, elle ouvre une boutique de décoration et d'ameublement au 3 rue de Miromesnil. Colette installera son institut de beauté en face de la boutique de Thérèse en 1932. Avec son associée-gérante Blanche Klotz, elle déclare la création d'une société en commandite simple le 28 juillet 1924 sous le nom « BJ Klotz et Cie » au capital de 200 000 francs et domiciliée chez Blanche au 62 rue La Boétie. Le capital est détenu par 7 actionnaires dont la plupart sont des amis de Léon Blum et de Cécile Grunebaum-Ballin, comme Georges Boris. Les autres actionnaires sont les trois industriels Georges Sciama, Henri Hesse, Henry L. Blum, et les trois banquiers André Wormser, Jean Rheims, Alphonse Morhange. Blanche crée des meubles pour un designer à la mode, Jean-Michel Frank, et elle reçoit un diplôme d'honneur pour sa participation à l'Exposition internationale des arts décoratifs modernes de 1925 au sein du pavillon de l'ambassade française. En 1927, Thérèse et Blanche procèdent à une augmentation de capital répartie entre les 7 actionnaires. En 1931, elles participent à l'Exposition coloniale internationale (hors concours). Blanche et Thérèse se partagent le travail : Blanche dessine le mobilier et Thérèse le réalise. Elles ont pour clients Georges de Rothschild, Paul Landowski, Henry Torrès, Julien Arpels (en) ainsi que les Galeries Lafayette. Elles réalisent également la devanture d'André Baumann, un fleuriste alors en vogue. Le 15 février 1932, elle adresse une lettre aux actionnaires pour leur annoncer qu'elle quitte la société six mois plus tard. Blanche ferme la société six ans plus tard.

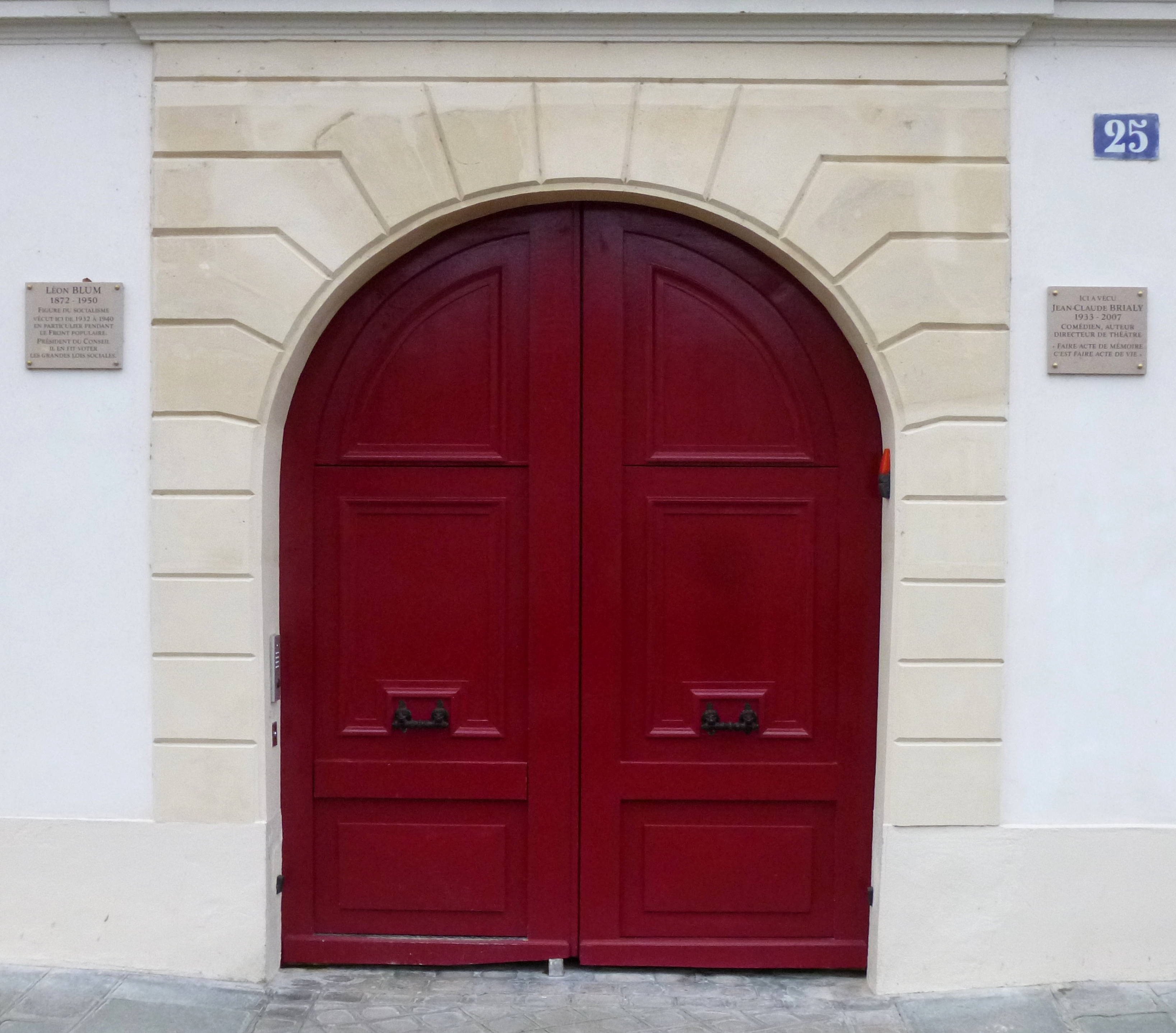
25 quai de Bourbon

Thérèse est une habituée du théâtre des Champs-Élysées, on y joue Saint-Saëns, Debussy, Dukas ou encore d'Indy (professeur de sa sœur Marie-Louise). Le 29 avril 1929, elle y voit le concert donné par Wilhelm Furtwängler et la Philharmonie de Berlin. Ses moyens ne lui permettent cependant pas d'y aller aussi souvent qu'elle le voudrait.
En 1924, Thérèse s'inscrit à la 16e section de la Fédération de la Seine de la SFIO. Elle y côtoie Jules Moch, Louis Lévy et son épouse Marthe, Léon-Maurice Nordmann, Claude Lévi-Strauss et Maurice Schumann. Elle n'hésite pas à signaler à Léon les militants les plus doués. Après la mort de Lise Blum, la première épouse de Léon, en 1931, elle se marie avec lui le 19 décembre 1932, après avoir rédigé un contrat de mariage chez Me Robert Revel deux jours plus tôt. Elle prend pour témoin de mariage sa sœur Suzanne (dont elle avait été le témoin pour son mariage avec Paul Dukas) et Léon prend son frère Lucien. Sa bague est une création de la maison René Boivin : il s'agit d'une « bague trois diamants, entourage diamants »,. Ils s'installent au premier étage du 25 quai de Bourbon en 1932. Après leur mariage, ils séjournent un temps à Hossegor. En 1932, Thérèse achète un cabriolet Citroën C4 qu'elle change en juin 1934 pour une Citroën en coach, estimée 26 000 francs par l'assurance. 
Thérèse participe régulièrement aux réunions des Faucons rouges dont s'occupe Germaine Picard-Moch, l'épouse de Jules Moch. Thérèse accompagne très régulièrement Léon dans ses déplacements à partir de 1933, le conduisant notamment en voiture dans sa circonscription, au palais Bourbon, au siège de la SFIO. Elle est élue au Comité national des femmes socialistes en 1933. Au début de l'année 1934, la SFIO lance une tournée de masse au niveau national et Thérèse accompagne Léon durant la tournée. Au cours de la campagne électorale de 1935, La Voix du peuple attaque le couple avec une caricature, les montrant comme de grands bourgeois. Thérèse est très active en politique, comme en témoigne le nombre d'inscrites particulièrement important dans la circonscription de Léon : 104 femmes cotisent au parti socialiste. 
A l'été 1935, Thérèse tombe malade et on ignore quel mal l'afflige, il est question d'une opération. Le 29 septembre 1935, au congrès national extraordinaire de la SFIO à Limoges, Albert Rivière propose l'envoi d'un télégramme de soutien à Thérèse dans sa maladie, les militants adoptent la proposition. 

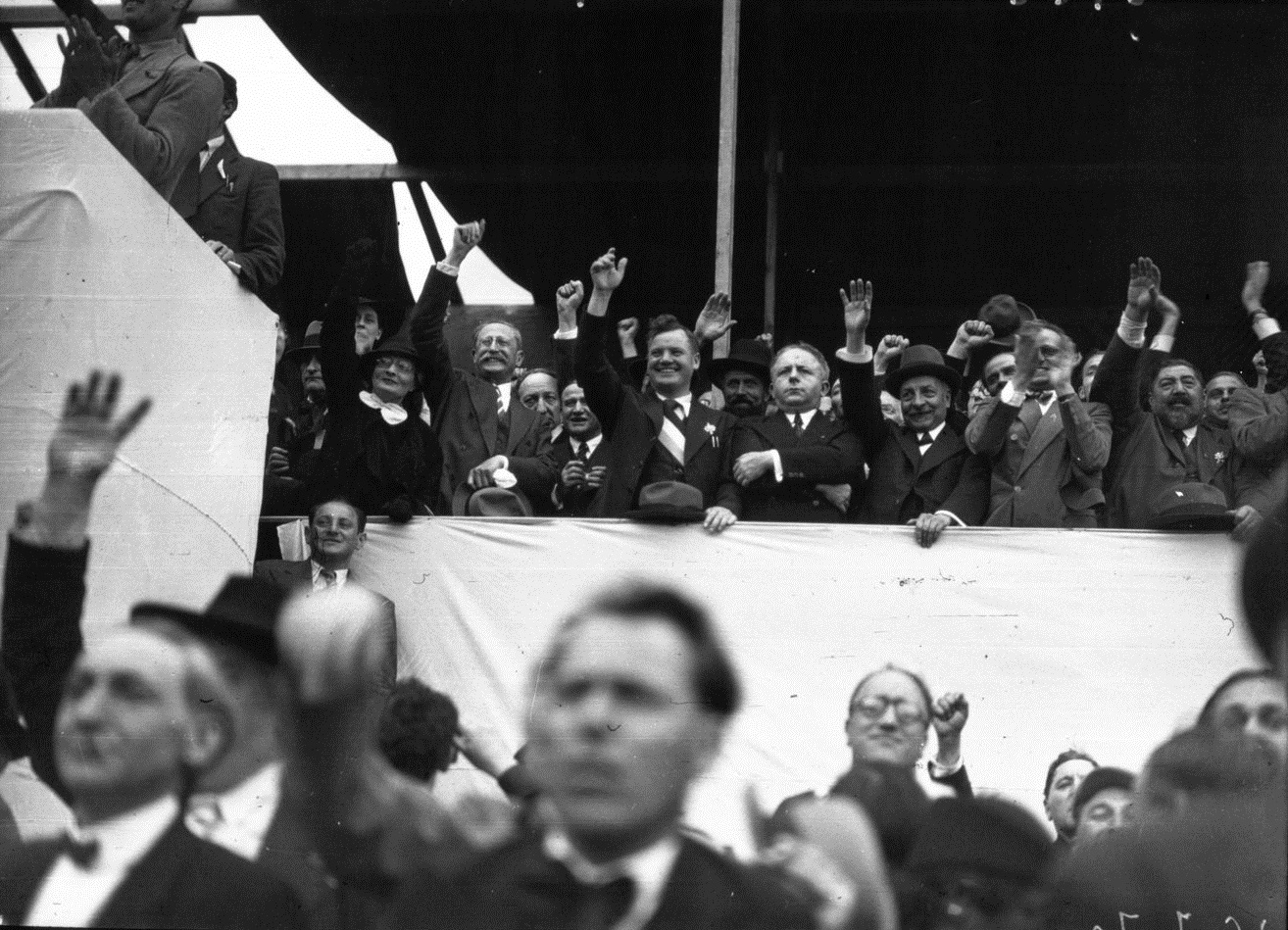
Manifestation du Rassemblement populaire, 14 juillet 1936. Dans la tribune : Thérèse Blum, Léon Blum, Maurice Thorez, Roger Salengro, Maurice Viollette, Pierre Cot.

Au cours de l'année 1936, le courrier de Léon est au moins multiplié par deux et une secrétaire est engagée afin d'épauler Thérèse dans ce travail. De plus, Thérèse reçoit de nombreuses lettres de femmes qui misent sur son influence sur Léon Blum. Durant les législatives de 1936, Thérèse comme Léon ne se ménage pas malgré les accès de fièvre qui la gagnent. Le 30 mai 1936, elle est de nouveau élue membre du Comité national des femmes socialistes. Blanche Klotz, l'ex-associée de Thérèse, anime le groupe de Mai 1936, un groupe d'artistes qui se mettent au service du Front populaire. On doit à ce groupe le côté kermesse du Front populaire. 
Les Grunebaum-Ballin prêtent régulièrement leur maison des Mesnuls à Thérèse et Léon durant la période du Front populaire, à tel point qu'une ligne téléphonique directe entre Les Mesnuls et Matignon sera installée leur permettant de venir plus souvent. En dépit de ces conditions, sa santé diminue et elle donne pour explication qu'elle fait des grippes à répétition. Elle consulte le Dr Desmarets, avenue de Wagram, et le Dr Émile Weill, avenue du Président-Wilson, mais aucun diagnostic n'est posé malgré les analyses. Elle maigrit et souffre de fièvre à plusieurs reprises mais elle met sa fatigue sur le compte de sa charge de travail. En octobre 1936, Thérèse engage Émilienne Horanfe-Rigaud pour l'aider : Blum travaillant majoritairement à l'appartement, le nombre de visiteurs a été multiplié par deux ou trois. En janvier 1937, Thérèse et Léon partent en vacances au golf-hôtel de Valescure à Saint-Raphaël. Ils sont accompagnés de M. Tiffa, inspecteur attaché à la personne de Léon Blum, et de M. Fontanier, attaché à la présidence du conseil. L'écrivain André Maurois est présent avec le couple à la station balnéaire. 
Elle continue à son retour de gérer le courrier et les demandes en tout genre : elle refuse la légion d'honneur à un principal de collège de Narbonne opposé à Blum et admirateur de Pierre Laval et d'André Tardieu, elle fait transmettre les demandes de naturalisation au cabinet de Marx Dormoy. Elle reçoit d'ailleurs une lettre de Jeanne Reichenbach pour la naturalisation de son mari suisse, Jeanne est secrètement amoureuse de Blum et deviendra sa maîtresse peu après le décès de Thérèse. Thérèse donne l'exemple et confectionne des vêtements pour les réfugiés espagnols qu'elle envoie par colis à l'épouse d'Eugène Montel. Elle se montre généreuse et donne pour la Fête enfantine au gymnase Japy en faveur des familles nécessiteuses ; elle donne également 1 000 francs au Comité socialiste de secours pour Bilbao, la plus grosse somme recueillie. Il n'est pas rare que Thérèse conduise Léon au volant de la Panhard ministérielle. 
En février 1937, Thérèse accompagne Henri Sellier, ministre de la Santé publique, au Grand Palais pour le Salon des arts ménagers. Elle fait un détour par le stand de son amie Blanche qui expose « tout ce qui a été créé pour faciliter les travaux du foyer et apporter plus de bien-être à la maison » selon un magazine. Le 16 mars 1937, Thérèse et Léon sont à l'opéra Garnier lorsque se produit la fusillade de Clichy. Très vite, ils se déplacent sur les lieux. A minuit, ils sont au chevet des nombreux blessés à l'hôpital Beaujon.
Sa santé se dégrade et elle part se reposer quelques jours aux Mesnuls chez les Grunebaum-Ballin pour les vacances de Pâques. Thérèse trouve que ce repos l'a remise en forme mais le 2 avril 1937, elle est contrainte d'annuler sa venue à la journée prévue par le Comité national des Jeunesses Socialistes à Creil, le comité lui envoie des vœux de bon rétablissement. En mai, elle part en avion pour Limoges dans le but d'assister à l'inauguration d'un monument en hommage au député socialiste Adrien Pressemane dans la commune de Saint-Léonard-de-Noblat. Ils arrivent à 9 heures à l'aérodrome de Villacoublay mais la brume retarde leur vol d'une heure et demie. Thérèse et Léon prennent place à bord d'un bimoteur Potez piloté par le célèbre aviateur Maurice Rossi.
Thérèse effectue de nouveaux examens médicaux et de nouvelles radiographies sans qu'on puisse expliquer la raison de son mal. Il semble que Thérèse n'ait pas pu accompagner Léon au congrès de Marseille du parti socialiste en juillet 1937. Elle passe des examens bactériologiques au laboratoire Letulle, rue de Penthièvre, mais le diagnostic n'est pas posé. Elle consulte le professeur René Legroux de l'institut Pasteur mais il lui annonce que ses microbes ne sont pas la cause de son état et formule l'hypothèse que son mal pourrait provenir du grand sympathique. En août 1937, elle échoue à obtenir des crédits auprès du ministère au titre des calamités publiques pour la ville de Moussan.
Thérèse continue les examens biologiques et les traitements mais rien n'y fait, la fièvre et la toux continuent de la terrasser. Début décembre 1937, elle se rend chez son notaire Me Revel, 10 rue des Pyramides, afin de rédiger son testament, Thérèse se sait mal en point. Elle lègue ses biens à sa mère et l'usufruit à Léon.

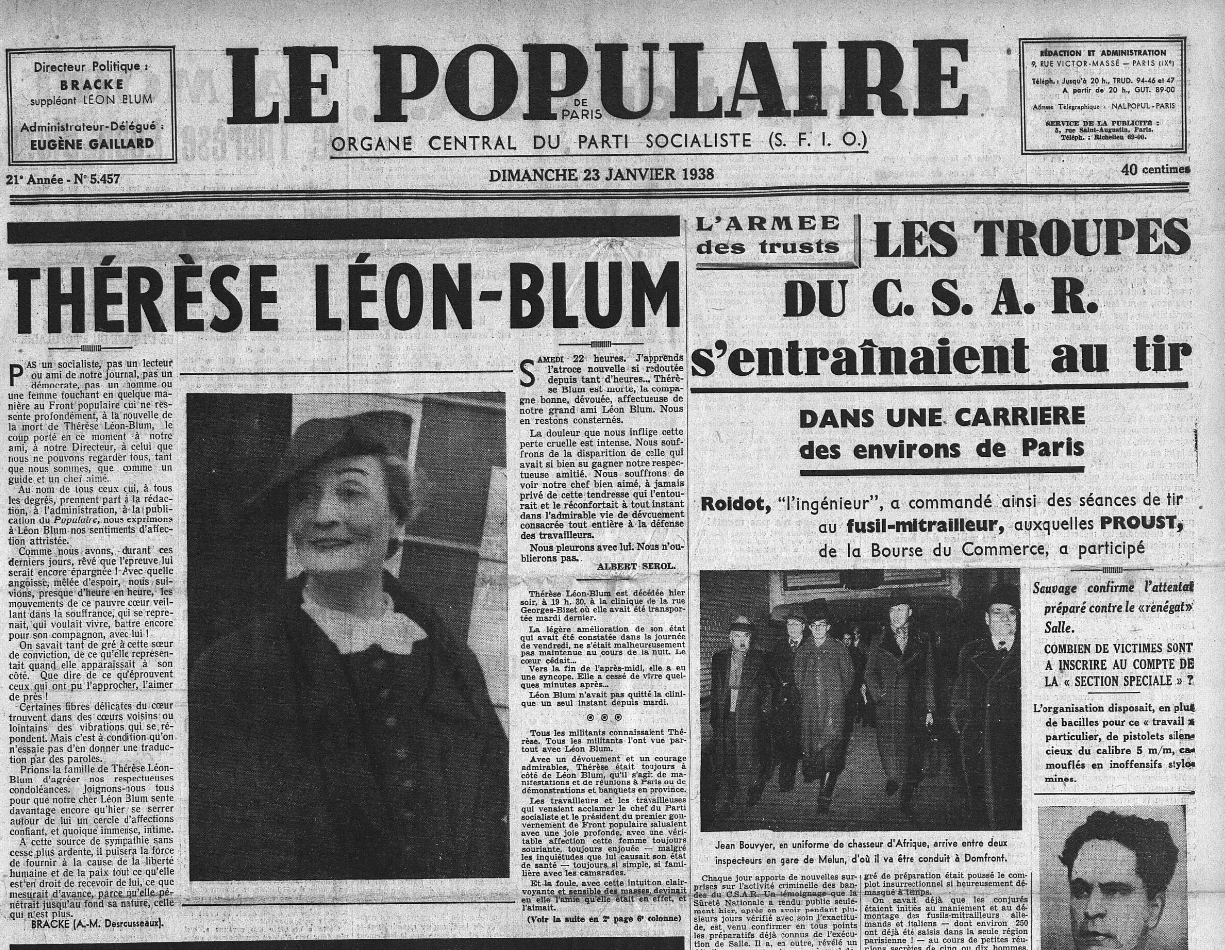
Une du Populaire en date du 23 1 1938.

Durant les deux dernières années de sa vie, Thérèse a un peu négligé sa santé et elle a refusé de se faire opérer jusqu'à la dernière minute. Finalement le 6 décembre 1937, elle est hospitalisée et opérée le jour même à la clinique des Sœurs du Très Saint Sauveur, rue Georges-Bizet à Paris. Elle y reste ensuite durant 14 jours avant de rentrer chez elle. Son état ne lui permet pas d'accompagner Léon au traditionnel nouvel an du Populaire durant lequel Blum sabre le champagne. Les soignants essayent sans succès de drainer sa vésicule biliaire mais la paroi est trop infectée. Elle est de nouveau opérée et hospitalisée à la clinique en janvier 1938, cette fois-ci pour lui retirer la vésicule. Dans la nuit du 21 janvier 1938, les soignants notent un « empoisonnement général du sang, avec paralysie du grand sympathique ». Elle décède le lendemain d'une syncope d'origine cardiaque à l'âge de 56 ans,. Le 23 janvier 1938, son corps est transporté à son domicile et ses obsèques se tiennent le 24 janvier 1938. Elle est inhumée au cimetière du Père-Lachaise (95e division). A son décès, Le Midi socialiste reconnaît que Narbonne lui doit beaucoup, en particulier d'importantes dotations obtenues par son entremise.

## Thérèse à l'écran
En 1986, son rôle est joué par Monic Dartbois dans le téléfilm Léon Blum à l’échelle humaine. En 2001, son rôle est tenu par l'actrice Dominique Labourier dans le téléfilm Thérèse et Léon. En 2008, le rôle de Thérèse est joué par Laure Killing dans L'Affaire Salengro.

## Distinctions
- Médaille d'honneur des épidémies en bronze (27 octobre 1916)[27].